# Skúli Helgason
Skúli Helgason (* 15. April 1965 in Reykjavík) ist ein isländischer Politiker der sozialdemokratischen Allianz.
Skúli Helgason hat einen Master of Public Administration von der University of Minnesota. Er war unter anderem als Programmredakteur beim öffentlich-rechtlichen Rundfunk RÚV und beim privaten Radiosender Bylgjan tätig. Von 2009 bis 2013 war er Abgeordneter des isländischen Parlaments Althing für den Wahlkreis Reykjavík-Süd. Seit 2011 war Skúli Mitglied im Rechts- und Bildungsausschuss sowie im Ausschuss für Wirtschaft und Handel. Seit den Kommunalwahlen 2014 gehört er dem Stadtrat von Reykjavík an.
Seine Eltern waren die Schauspieler Helgi Skúlason und Helga Bachmann. Helga Vala Helgadóttir, ebenfalls Schauspielerin und seit 2017 Abgeordnete des Althing, ist seine Schwester.